# Кубок Футбольной лиги 2004/2005
Кубок Карлинг 2004/05 (англ. Carling Cup 2004–05) — 45-й розыгрыш Кубка Футбольной лиги, кубкового турнира в английском футболе для 92 клубов из четырёх высших дивизиов в системе футбольных лиг Англии. Название турнира было определено спонсорским соглашением с пивоваренной компанией Carling brewery.
Турнир начался 23 августа 2004 и завершился 25 февраля 2005 года. Победу в нём одержал «Челси», обыгравший в финальном матче «Ливерпуль» со счётом 3:2 в дополнительное время.

## Первый раунд
| №                                                                                   | Хозяева                  | Счёт1 | Гости                   | Дата матча       |
| ----------------------------------------------------------------------------------- | ------------------------ | ----- | ----------------------- | ---------------- |
| 1                                                                                   | Мансфилд Таун            | 0:4   | Престон Норт Энд        | 21 сентября 2004 |
| 2                                                                                   | Бостон Юнайтед           | 3:3   | Лутон Таун              | 7 сентября 2004  |
| «Бостон Юнайтед» одержал победу со счётом 4:3 после дополнительного времени         |                          |       |                         |                  |
| 3                                                                                   | Брэдфорд Сити            | 1:1   | Ноттс Каунти            | 25 августа 2004  |
| «Ноттс Каунти» одержал победу со счётом 2:1 после дополнительного времени           |                          |       |                         |                  |
| 4                                                                                   | Ковентри Сити            | 4:1   | Торки Юнайтед           | 25 августа 2004  |
| 5                                                                                   | Ноттингем Форест         | 2:0   | Сканторп Юнайтед        | 25 августа 2004  |
| 6                                                                                   | Оксфорд Юнайтед          | 0:2   | Рединг                  | 25 августа 2004  |
| 7                                                                                   | Шеффилд Уэнсдей          | 1:0   | Уолсолл                 | 25 августа 2004  |
| 8                                                                                   | Брайтон энд Хоув Альбион | 1:2   | Бристоль Роверс         | 24 августа 2004  |
| 9                                                                                   | Бери                     | 2:3   | Бернли                  | 24 августа 2004  |
| 10                                                                                  | Колчестер Юнайтед        | 2:1   | Челтнем Таун            | 24 августа 2004  |
| 11                                                                                  | Кру Александра           | 4:1   | Блэкпул                 | 24 августа 2004  |
| 12                                                                                  | Дарлингтон               | 0:2   | Барнсли                 | 24 августа 2004  |
| 13                                                                                  | Донкастер Роверс         | 3:1   | Порт Вейл               | 24 августа 2004  |
| 14                                                                                  | Джиллингем               | 1:2   | Нортгемптон Таун        | 24 августа 2004  |
| 15                                                                                  | Гримсби Таун             | 1:0   | Уиган Атлетик           | 24 августа 2004  |
| 16                                                                                  | Хартлпул Юнайтед         | 2:1   | Маклсфилд Таун          | 24 августа 2004  |
| 17                                                                                  | Халл Сити                | 2:2   | Рексем                  | 24 августа 2004  |
| 2:2 после дополнительного времени; «Рексем» победил по пенальти со счётом 3:1       |                          |       |                         |                  |
| 18                                                                                  | Ипсвич Таун              | 2:0   | Брентфорд               | 24 августа 2004  |
| 19                                                                                  | Киддерминстер Харриерс   | 1:1   | Кардифф Сити            | 24 августа 2004  |
| 1:1 после дополнительного времени; «Кардифф Сити» победил по пенальти со счётом 5:4 |                          |       |                         |                  |
| 20                                                                                  | Лидс Юнайтед             | 1:0   | Хаддерсфилд Таун        | 24 августа 2004  |
| 21                                                                                  | Лейтон Ориент            | 1:3   | Борнмут                 | 24 августа 2004  |
| 22                                                                                  | Линкольн Сити            | 3:1   | Дерби Каунти            | 24 августа 2004  |
| 23                                                                                  | Олдем Атлетик            | 2:1   | Сток Сити               | 24 августа 2004  |
| 24                                                                                  | Питерборо Юнайтед        | 0:3   | Милтон-Кинс Донс        | 24 августа 2004  |
| 25                                                                                  | Куинз Парк Рейнджерс     | 3:0   | Суонси Сити             | 24 августа 2004  |
| 26                                                                                  | Ротерем Юнайтед          | 2:1   | Честерфилд              | 24 августа 2004  |
| 27                                                                                  | Рашден энд Даймондс      | 0:1   | Суиндон Таун            | 24 августа 2004  |
| 28                                                                                  | Шеффилд Юнайтед          | 1:1   | Стокпорт Каунти         | 24 августа 2004  |
| «Шеффилд Юнайтед» одержал победу со счётом 4:1 после дополнительного времени        |                          |       |                         |                  |
| 29                                                                                  | Сандерленд               | 3:0   | Честер Сити             | 24 августа 2004  |
| 30                                                                                  | Транмир Роверс           | 2:1   | Шрусбери Таун           | 24 августа 2004  |
| 31                                                                                  | Уотфорд                  | 1:0   | Кембридж Юнайтед        | 24 августа 2004  |
| 32                                                                                  | Вест Хэм Юнайтед         | 2:0   | Саутенд Юнайтед         | 23 августа 2004  |
| 33                                                                                  | Уиком Уондерерс          | 0:1   | Бристоль Сити           | 24 августа 2004  |
| 34                                                                                  | Йовил Таун               | 2:2   | Плимут Аргайл           | 24 августа 2004  |
| «Йовил Таун» одержал победу со счётом 3:2 после дополнительного времени             |                          |       |                         |                  |
| 35                                                                                  | Рочдейл                  | 2:4   | Вулверхэмптон Уондерерс | 23 августа 2004  |

## Второй раунд
| №                                                                                      | Хозяева           | Счёт1 | Гости                   | Дата матча       |
| -------------------------------------------------------------------------------------- | ----------------- | ----- | ----------------------- | ---------------- |
| 1                                                                                      | Лестер Сити       | 2:2   | Престон Норт Энд        | 4 октября 2004   |
| «Престон Норт Энд» одержал победу со счётом 2:3 после дополнительного времени          |                   |       |                         |                  |
| 2                                                                                      | Астон Вилла       | 3:1   | Куинз Парк Рейнджерс    | 22 сентября 2004 |
| 3                                                                                      | Блэкберн Роверс   | 2:2   | Борнмут                 | 22 сентября 2004 |
| 3:3 после дополнительного времени; «Борнмут» победил по пенальти со счётом 7:6         |                   |       |                         |                  |
| 4                                                                                      | Бостон Юнайтед    | 1:4   | Фулхэм                  | 22 сентября 2004 |
| 5                                                                                      | Бристоль Сити     | 2:2   | Эвертон                 | 22 сентября 2004 |
| 2:2 после дополнительного времени; «Эвертон» победил по пенальти со счётом 4:3         |                   |       |                         |                  |
| 6                                                                                      | Ковентри Сити     | 1:0   | Шеффилд Уэнсдей         | 22 сентября 2004 |
| 7                                                                                      | Нортгемптон Таун  | 0:3   | Саутгемптон             | 22 сентября 2004 |
| 8                                                                                      | Ноттингем Форест  | 1:1   | Ротерем Юнайтед         | 22 сентября 2004 |
| Ноттингем Форест одержал победу со счётом 2:1 после дополнительного времени            |                   |       |                         |                  |
| 9                                                                                      | Олдем Атлетик     | 0:6   | Тоттенхэм Хотспур       | 22 сентября 2004 |
| 10                                                                                     | Бирмингем Сити    | 3:1   | Линкольн Сити           | 21 сентября 2004 |
| 11                                                                                     | Бернли            | 1:1   | Вулверхэмптон Уондерерс | 21 сентября 2004 |
| 1:1 после дополнительного времени; «Бернли» победил по пенальти со счётом 4:2          |                   |       |                         |                  |
| 12                                                                                     | Кристал Пэлас     | 1:1   | Хартлпул Юнайтед        | 21 сентября 2004 |
| «Кристал Пэлас» одержал победу со счётом 2:1 после дополнительного времени             |                   |       |                         |                  |
| 13                                                                                     | Колчестер Юнайтед | 1:1   | Вест Бромвич Альбион    | 21 сентября 2004 |
| «Колчестер Юнайтед» одержал победу со счётом 2:1 после дополнительного времени         |                   |       |                         |                  |
| 14                                                                                     | Кру Александра    | 2:2   | Сандерленд              | 21 сентября 2004 |
| 3:3 после дополнительного времени; «Кру Александра» победила по пенальти со счётом 4:2 |                   |       |                         |                  |
| 15                                                                                     | Донкастер Роверс  | 2:0   | Ипсвич Таун             | 21 сентября 2004 |
| 16                                                                                     | Гримсби Таун      | 0:2   | Чарльтон Атлетик        | 21 сентября 2004 |
| 17                                                                                     | Лидс Юнайтед      | 1:0   | Суиндон Таун            | 21 сентября 2004 |
| 18                                                                                     | Милтон-Кинс Донс  | 1:4   | Кардифф Сити            | 21 сентября 2004 |
| 19                                                                                     | Манчестер Сити    | 7:1   | Барнсли                 | 21 сентября 2004 |
| 20                                                                                     | Норвич Сити       | 1:0   | Бристоль Роверс         | 21 сентября 2004 |
| 21                                                                                     | Рединг            | 0:3   | Уотфорд                 | 21 сентября 2004 |
| 22                                                                                     | Транмир Роверс    | 0:1   | Портсмут                | 21 сентября 2004 |
| 23                                                                                     | Вест Хэм Юнайтед  | 3:2   | Ноттс Каунти            | 21 сентября 2004 |
| 24                                                                                     | Рексем            | 2:3   | Шеффилд Юнайтед         | 21 сентября 2004 |
| 25                                                                                     | Йовил Таун        | 0:2   | Болтон Уондерерс        | 21 сентября 2004 |

## Третий раунд
| №                                                                                   | Хозяева          | Счёт1 | Гости             | Дата матча      |
| ----------------------------------------------------------------------------------- | ---------------- | ----- | ----------------- | --------------- |
| 1                                                                                   | Бирмингем Сити   | 0:1   | Фулхэм            | 27 октября 2004 |
| 2                                                                                   | Болтон Уондерерс | 2:2   | Тоттенхэм Хотспур | 27 октября 2004 |
| Тоттенхэм Хотспур win 4:3 после дополнительного времени                             |                  |       |                   |                 |
| 3                                                                                   | Чарльтон Атлетик | 1:2   | Кристал Пэлас     | 27 октября 2004 |
| 4                                                                                   | Челси            | 1:0   | Вест Хэм Юнайтед  | 27 октября 2004 |
| 5                                                                                   | Эвертон          | 2:0   | Престон Норт Энд  | 27 октября 2004 |
| 6                                                                                   | Манчестер Сити   | 1:2   | Арсенал           | 27 октября 2004 |
| 7                                                                                   | Мидлсбро         | 3:0   | Ковентри Сити     | 27 октября 2004 |
| 8                                                                                   | Ньюкасл Юнайтед  | 2:1   | Норвич Сити       | 27 октября 2004 |
| 9                                                                                   | Саутгемптон      | 3:2   | Колчестер Юнайтед | 27 октября 2004 |
| 10                                                                                  | Борнмут          | 2:2   | Кардифф Сити      | 26 октября 2004 |
| 3:3 после дополнительного времени; «Кардифф Сити» победил по пенальти со счётом 5:4 |                  |       |                   |                 |
| 11                                                                                  | Бернли           | 3:1   | Астон Вилла       | 26 октября 2004 |
| 12                                                                                  | Кру Александра   | 0:3   | Манчестер Юнайтед | 26 октября 2004 |
| 13                                                                                  | Донкастер Роверс | 0:2   | Ноттингем Форест  | 26 октября 2004 |
| 14                                                                                  | Миллуолл         | 0:3   | Ливерпуль         | 26 октября 2004 |
| 15                                                                                  | Портсмут         | 2:1   | Лидс Юнайтед      | 26 октября 2004 |
| 16                                                                                  | Шеффилд Юнайтед  | 0:0   | Уотфорд           | 26 октября 2004 |
| 0:0 после дополнительного времени; «Уотфорд» победил по пенальти со счётом 4:2      |                  |       |                   |                 |

## Четвёртый раунд
| Ливерпуль      | 2:0     | Мидлсбро |
| -------------- | ------- | -------- |
| Меллор 83′ 89′ | (отчёт) |          |

| Манчестер Юнайтед       | 2:0     | Кристал Пэлас |
| ----------------------- | ------- | ------------- |
| Саа 22′ · Ричардсон 39′ | (отчёт) |               |

| Ньюкасл Юнайтед | 0:2 (доп. вр.) | Челси                        |
| --------------- | -------------- | ---------------------------- |
|                 | (отчёт)        | Гудьонсен 100′ · Роббен 112′ |

| Ноттингем Форест    | 2:4 (доп. вр.) | Фулхэм                                        |
| ------------------- | -------------- | --------------------------------------------- |
| Кинг 71′ · Рид 104′ | (отчёт)        | Радзински 86′ 93′ · Макбрайд 101′ · Коул 119′ |

| Арсенал                          | 3:1     | Эвертон     |
| -------------------------------- | ------- | ----------- |
| Овусу-Абейе 25′ · Луполи 52′ 85′ | (отчёт) | Гравесен 8′ |

| Бернли | 0:3     | Тоттенхэм Хотспур      |
| ------ | ------- | ---------------------- |
|        | (отчёт) | Кин 31′ 52′ · Дефо 58′ |

| Кардифф Сити | 0:2     | Портсмут             |
| ------------ | ------- | -------------------- |
|              | (отчёт) | Якубу 47′ 55′ (пен.) |

| Уотфорд                                                    | 5:2     | Саутгемптон                |
| ---------------------------------------------------------- | ------- | -------------------------- |
| Дайер 39′ · Чеймберс 52′, 62′ · Хельгюсон 66′ · Буазза 84′ | (отчёт) | Блэксток 84′ · Ормерод 88′ |

## Четвертьфиналы
| Манчестер Юнайтед | 1:0     | Арсенал |
| ----------------- | ------- | ------- |
| Белльон 1′        | (отчёт) |         |

| Тоттенхэм Хотспур | 1:1 (доп. вр.) 3:4 пен. | Ливерпуль                  |
| ----------------- | ----------------------- | -------------------------- |
| Дефо 108′         | (отчёт)                 | Синама-Понголь 117′ (пен.) |

| Фулхэм       | 1:2     | Челси                  |
| ------------ | ------- | ---------------------- |
| Макбрайд 74′ | (отчёт) | Дафф 55′ · Лэмпард 88′ |

| Уотфорд                        | 3:0     | Портсмут |
| ------------------------------ | ------- | -------- |
| Хельгюсон 24′, 57′ · Дайер 61′ | (отчёт) |          |

## Полуфиналы

### Первые матчи
| Челси | 0:0     | Манчестер Юнайтед |
| ----- | ------- | ----------------- |
|       | (отчёт) |                   |

| Ливерпуль    | 1:0     | Уотфорд |
| ------------ | ------- | ------- |
| Джеррард 56′ | (отчёт) |         |

### Ответные матчи
| Манчестер Юнайтед | 1:2     | Челси                  |
| ----------------- | ------- | ---------------------- |
| Гиггз 67′         | (отчёт) | Лэмпард 29′ · Дафф 85′ |

«Челси» выиграл со счётом 2:1 по сумме двух матчей.
| Уотфорд | 0:1     | Ливерпуль    |
| ------- | ------- | ------------ |
|         | (отчёт) | Джеррард 77′ |

«Ливерпуль» выиграл со счётом 2:0 по сумме двух матчей.

## Финал
| Ливерпуль              | 2:3     | Челси                                           |
| ---------------------- | ------- | ----------------------------------------------- |
| Риисе 1′ · Нуньес 113′ | (отчёт) | Джеррард 79′ (авт.) · Дрогба 107′ · Кежман 112′ |